# 순복음선교회
순복음선교회는 한국 안팎의 기독교 선교를 목적으로 1982년 6월 29일 설립된 문화체육관광부 소관의 재단법인이다. 사무실은 서울특별시 영등포구 여의도동 12에 있다.

## 주요 사업
- 교회의 설립 및 운영
- 재산의 취득 및 관리
- 목사, 장로의 선발
- 선교사의 선발, 파송 및 선교비 지원
- 선교사업에 수반되는 교육, 출판, 구제, 의료, 방송, 선교지원 사업 및